# Cactus (Piante Grasse)
Cactus è un album in studio del supergruppo italiano Piante Grasse, pubblicato nel 2001 dalla Vibrarecords.
Il supergruppo era costituito dall'unione tra i componenti del gruppo Uomini di Mare, ovvero Fabri Fibra e Lato con Nesly Rice come collaboratore, e del gruppo Men in Skratch, cioè DJ Myke, DJ Aladyn e DJ Yaner (quest'ultimo come collaboratore).

## Tracce
1. Don't Stop Now – 3:27
2. Cactus – 2:48
3. Dear Dad – 2:43
4. Sono quello che – 2:53
5. Puoi guardare – 3:34
6. Dammi i tuoi occhi – 3:48
7. Dhaila – 2:48
8. Mille parole – 3:32
9. A un amico – 3:12
10. Mi sento perso – 4:18
11. Senza un perché (ft. Fabri Fibra & Marya) – 3:50
12. Piante grasse – 3:31
13. Risveglio – 6:46
14. Fantasie che creo – 3:20
15. A cosa tengo di più – 4:08
16. Fuori di qui – 3:26
17. Dalla stessa strada (Strumentale) – 2:26
18. Quando la città (ft. DJ Yaner) – 1:03

Traccia bonus
1. Hey mondo